# Oxford (Mississippi)
Oxford é uma cidade localizada no estado americano de Mississippi, no Condado de Lafayette.

## Demografia
Segundo o censo americano de 2000, a sua população era de 11.756 habitantes.
Em 2006, foi estimada uma população de 14.051, um aumento de 2295 (19.5%).

## Geografia
De acordo com o United States Census Bureau tem uma área de
25,8 km², dos quais 25,8 km² cobertos por terra e 0,0 km² cobertos por água.

## Localidades na vizinhança
O diagrama seguinte representa as localidades num raio de 36 km ao redor de Oxford.